# 니우에헤인

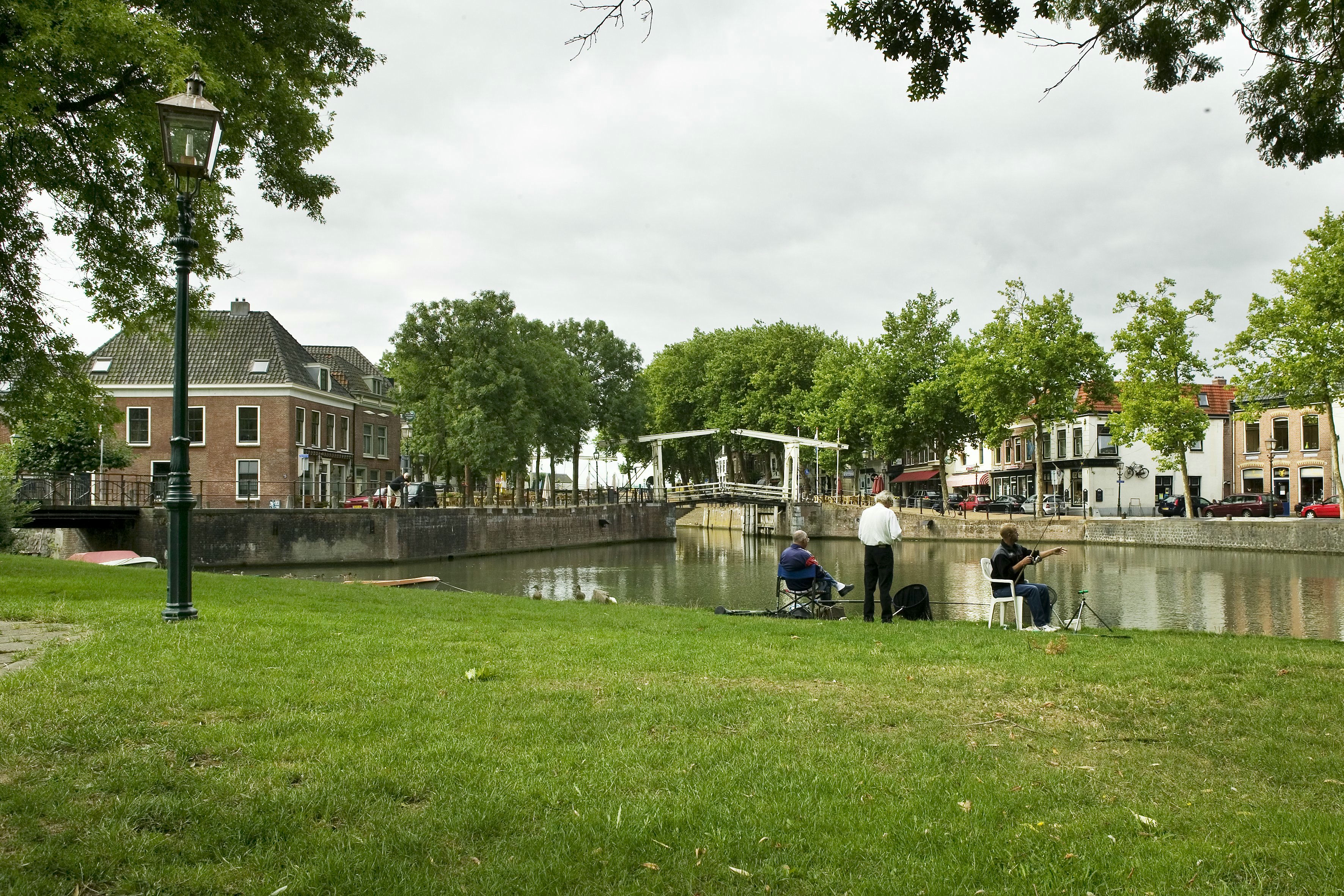
니우에헤인

니우에헤인의 위치

니우에헤인(네덜란드어: Nieuwegein)은 네덜란드 위트레흐트주의 도시로 면적은 25.65km2, 높이는 1m, 인구는 61,011명(2014년 5월 기준), 인구 밀도는 2,579명/km2이다.

시기
시 문장